# تيتسويا هوندا
تيتسويا هوندا (باليابانية: 誉田哲也) (18 أغسطس 1969، طوكيو في اليابان)؛ روائي ياباني.

## روابط خارجية
- تيتسويا هوندا على موقع IMDb (الإنجليزية)
- تيتسويا هوندا على موقع قاعدة بيانات الفيلم (الإنجليزية)